# Cophixalus ornatus
Cophixalus ornatus es una especie de anfibio anuro de la familia Microhylidae.

## Distribución geográfica
Esta especie es endémica del este de Queensland, Australia. Habita entre los 330 y 1100 m de altitud.

## Descripción
Cophixalus ornatus mide unos 20 mm de largo.

## Publicaciones originales
- Andersson, 1913 : Results of Dr. E. Mjöbergs Swedish Scientific Expeditions to Australia 1910-13. 4. Batrachians. Kongliga Svenska Vetenskaps Akademiens Handlingar, Stockholm, vol. 52, p. 1-26
- Fry, 1912 : Description of Austrochaperina a new Genus of Engystomatidae from North Australia. Records of the Australian Museum, vol. 9, p. 87-106[6]